# DisplayPort

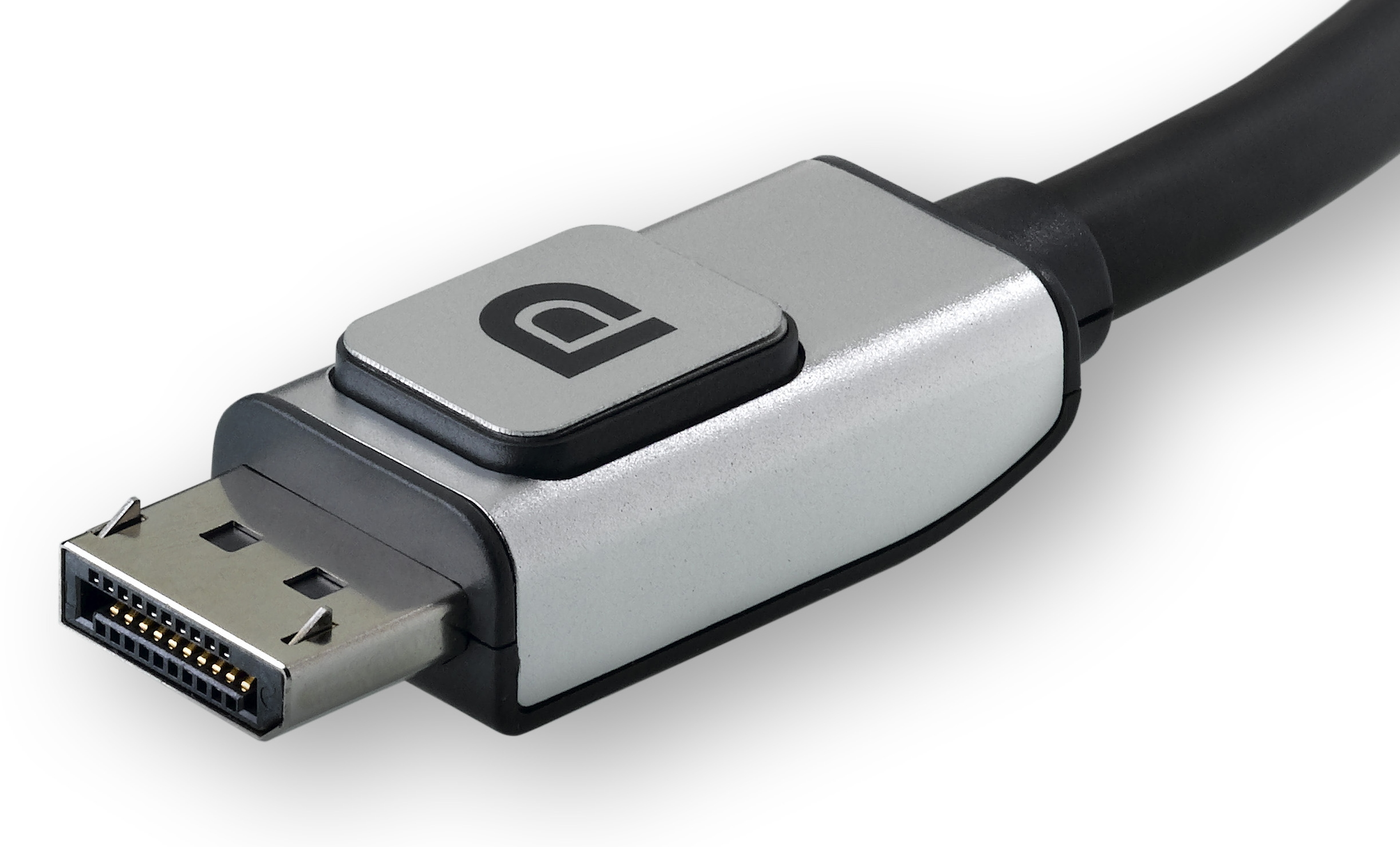
A DisplayPort csatlakozó

A DisplayPort olyan monitor interfész, mely támogatja mind a belső, mind a külső csatlakozást PC-k és monitorok között. A DisplayPort skálázható AUX csatornája kétirányú kommunikációt is lehetővé tesz, beágyazott időzítője magasabb sebességet garantál a jelenlegi megoldásokhoz képest. A kevesebb kábel kisebb elektromágneses kisugárzást biztosít, fizikai kialakítása  lehetővé teszi a rugalmas kábelvezetést.